# MBC 수목 드라마
MBC 수목 드라마는 MBC TV에서 매주 수요일부터 목요일에 방송 중인 미니 시리즈 드라마 프로그램이다.

## 개요
미니 시리즈 드라마 형식으로 방송 중이다.
1987년부터 정착되기 시작한 미니 시리즈는 8부작으로 월요일부터 화요일에 방송했으며 수요일부터 목요일에는 주로 대하 드라마나 중편극·장편극이나 특별 기획 드라마를 방송했다.
하지만 1998년 8월 13일에 끝난 《대왕의 길》 이후 방송된 《적과의 동거》부터 수목 미니 시리즈로 체계가 잡히기 시작했으나 눈물이 보일까봐까지 수목 드라마로 방송되고 1999년 9월 1일 수목 미니 시리즈 안녕 내사랑과 월화 미니 시리즈를 월화 드라마 국희 맞 트레이드 시켰다.
그러나 24부작 이상인 드라마는 수목 드라마라는 타이틀이 붙였으며 《태왕사신기》나 《로드 넘버원》 등 특별 기획 드라마로 제작된 드라마가 방송되기도 하고 《나는 별 일 없이 산다》나 《못난이 송편》 등 2 ~ 4부작짜리 단편 드라마인 특집 드라마로 방송되는 예외적인 경우도 있다.

## 방송 시간
| 방송 채널 | 방송 기간                           | 방송 시간                                           | 방송 분량                                        |
| --------- | ----------------------------------- | --------------------------------------------------- | ------------------------------------------------ |
| MBC TV    | 1983년 11월 2일 ~ 1984년 2월 23일   | 매주 수요일 ~ 목요일 오후 10시 10분 ~ 오후 11시     | 50분                                             |
| MBC TV    | 1984년 3월 8일 ~ 1984년 3월 22일    | 매주 수요일 ~ 목요일 오후 10시 ~ 오후 11시          | 60분                                             |
| MBC TV    | 1984년 10월 24일 ~ 1986년 9월 11일  | 매주 수요일 ~ 목요일 오후 9시 45분 ~ 오후 10시 45분 | 60분                                             |
| MBC TV    | 1986년 9월 17일 ~ 1987년 4월 30일   | 매주 수요일 ~ 목요일 오후 10시 ~ 오후 11시          | 60분                                             |
| MBC TV    | 1987년 5월 6일 ~ 1987년 5월 7일     | 매주 수요일 ~ 목요일 오후 9시 45분 ~ 오후 10시 45분 | 60분                                             |
| MBC TV    | 1987년 5월 13일 ~ 1990년 4월 26일   | 매주 수요일 ~ 목요일 오후 9시 50분 ~ 오후 10시 50분 | 60분                                             |
| MBC TV    | 1990년 5월 2일 ~ 1991년 10월 3일    | 매주 수요일 ~ 목요일 오후 9시 55분 ~ 오후 10시 55분 | 60분                                             |
| MBC TV    | 1991년 10월 9일 ~ 1996년 12월 26일  | 매주 수요일 ~ 목요일 오후 9시 50분 ~ 오후 10시 50분 | 60분                                             |
| MBC TV    | 1997년 1월 1일 ~ 2001년 4월 26일    | 매주 수요일 ~ 목요일 오후 9시 55분 ~ 오후 10시 55분 | 60분                                             |
| MBC TV    | 2001년 5월 2일 ~ 2012년 1월 19일    | 매주 수요일 ~ 목요일 오후 9시 55분 ~ 오후 11시 5분  | 70분                                             |
| MBC TV    | 2012년 1월 25일 ~ 2012년 2월 9일    | 매주 수요일 ~ 목요일 오후 9시 55분 ~ 오후 11시 10분 | 75분                                             |
| MBC TV    | 2012년 2월 15일 ~ 2013년 4월 11일   | 매주 수요일 ~ 목요일 오후 9시 55분 ~ 오후 11시 15분 | 80분                                             |
| MBC TV    | 2013년 4월 17일 ~ 2013년 10월 16일  | 매주 수요일 ~ 목요일 오후 10시 ~ 오후 11시 20분     | 80분                                             |
| MBC TV    | 2013년 10월 23일 ~ 2015년 9월 16일  | 매주 수요일 ~ 목요일 오후 10시 ~ 오후 11시 15분     | 75분                                             |
| MBC TV    | 2015년 9월 23일 ~ 2017년 5월 4일    | 매주 수요일 ~ 목요일 오후 10시 ~ 오후 11시 10분     | 70분                                             |
| MBC TV    | 2017년 5월 10일 ~ 2019년 5월 16일   | 매주 수요일 ~ 목요일 오후 10시 ~ 오후 11시 10분     | 70분 (1회당 35분 2회 연속 방송)                  |
| MBC TV    | 2019년 5월 22일 ~ 2020년 6월 24일   | 매주 수요일 ~ 목요일 오후 8시 55분 ~ 오후 10시 5분  | 70분 (1회당 35분 2회 연속 방송)                  |
| MBC TV    | 2020년 7월 1일 ~ 2020년 7월 2일     | 매주 수요일 ~ 목요일 오후 9시 30분 ~ 오후 10시 50분 | 80분 (1회당 40분 2회 연속 방송)                  |
| MBC TV    | 2020년 7월 8일 ~ 2020년 7월 16일    | 매주 수요일 ~ 목요일 오후 9시 30분 ~ 오후 10시 45분 | 75분 (1회당 1부, 2부 각각 35분, 40분씩 분할방송) |
| MBC TV    | 2020년 7월 22일 ~ 2020년 9월 10일   | 매주 수요일 ~ 목요일 오후 9시 30분 ~ 오후 10시 50분 | 80분 (1회당 1부 40분, 2부 30분 분할방송)         |
| MBC TV    | 2020년 9월 16일 ~ 2020년 12월 17일  | 매주 수요일 ~ 목요일 오후 9시 20분 ~ 오후 10시 40분 | 80분 (1회당 1부 40분, 2부 30분 분할방송)         |
| MBC TV    | 2021년 3월 24일 ~ 2021년 5월 27일   | 매주 수요일 ~ 목요일 오후 9시 20분 ~ 오후 10시 30분 | 70분 (1회당 35분 2회 연속 방송)                  |
| MBC TV    | 2021년 6월 23일 ~ 2021년 8월 26일   | 매주 수요일 ~ 목요일 오후 9시 00분 ~ 오후 10시 20분 | 70분 (1회당 35분 2회 연속 방송)                  |
| MBC TV    | 2022년 10월 19일 ~ 2022년 12월 22일 | 매주 수요일 ~ 목요일 밤 9시 50분 ~ 11시 10분        | 80분 (60초 중간광고 포함)                        |

- 2013년 10월 지상파 방송 3사인 KBS, MBC, SBS 등의 편성국은 드라마 방영 시간을 줄이기로 합의하고 광고를 포함한 시간인 기존 72분룰에서 67분룰으로 5분씩 줄인 내용을 발표했다.[1]

## 프로그램 리스트
- 아래의 프로그램들은 2003년 이전에 제작 및 방영한 작품들로 부득이하게 일부 장면에서 흡연 장면 및 담배 소품이 노출될 수 있으며 시청자 여러분들의 양해를 바랍니다.
- 아래의 프로그램들은 2002년 11월 이후에 시청 가능 연령을 표시하는 드라마 프로그램 등급 제도를 의무적으로 시행해 현재까지 이어지고 있습니다.
- 2017년 3월 1일부터 TV 프로그램 등급 표시 외에 주제, 폭력성, 선정성, 언어, 모방 위험 등 분류 사유 표시를 의무적으로 시행하고 있습니다.

### 1980년대

#### 1983년
- 《겨울 해바라기》 : 1983년 11월 2일 ~ 1984년 3월 22일
- 《물보라》 : 1984년 10월 24일 ~ 1984년 12월 27일 (전체 방송 기간 : 1984년 8월 6일 ~ 1984년 12월 27일)

#### 1985년
- 《엄마의 방》 : 1985년 1월 9일 ~ 1985년 4월 24일 (전체 방송 기간 : 1985년 1월 9일 ~ 1985년 5월 31일)
- 《억새풀》 : 1985년 10월 23일 ~ 1985년 12월 26일 (전체 방송 기간 : 1985년 6월 6일 ~ 1985년 12월 26일)

#### 1986년
- 《첫사랑》 : 1986년 1월 15일 ~ 1986년 8월 14일 (주간연속극)
- 《겨울꽃》 : 1986년 8월 20일 ~ 1987년 2월 19일 (주간연속극)

#### 1987년
- 《도시의 얼굴》 : 1987년 2월 25일 ~ 1987년 12월 30일 (주간연속극)

#### 1988년
- 《인현왕후》 : 1988년 1월 13일 ~ 1988년 10월 13일
- 《한중록》 : 1988년 10월 19일 ~ 1989년 6월 1일

#### 1989년
- 《파문》 : 1989년 6월 7일 ~ 1989년 9월 13일
- 《당신의 축배》 : 1989년 9월 20일 ~ 1989년 12월 14일

### 1990년대

#### 1990년
- 《사랑의 종말》 : 1990년 1월 10일 ~ 1990년 4월 26일 (수목드라마)
- 《그 여자》 : 1990년 5월 2일 ~ 1990년 12월 27일 (수목드라마)

#### 1991년
- 《까치 며느리》 : 1991년 1월 9일 ~ 1991년 10월 3일
- 《여명의 눈동자》 : 1991년 10월 7일 ~ 1992년 2월 6일 (창사 30주년 기념특집극)

#### 1992년
- 《일출봉》 : 1992년 2월 12일 ~ 10월 29일
- 《여자의 방》 : 1992년 11월 4일 ~ 1993년 5월 6일

#### 1993년
- 《폭풍의 계절》 : 1993년 5월 12일 ~ 12월 30일

#### 1994년
- 《야망》 : 1994년 1월 5일 ~ 10월 13일
- 《아들의 여자》 : 1994년 10월 19일 ~ 1995년 4월 13일

#### 1995년
- 《숙희》 : 1995년 4월 19일 ~ 10월 12일
- 《제4공화국》 : 1995년 10월 18일 ~ 1996년 1월 25일

#### 1996년
- 《이혼하지 않는 이유》 : 1996년 1월 31일 ~ 4월 18일
- 《사과꽃 향기》 : 1996년 4월 24일 ~ 10월 10일
- 《미망》 : 1996년 10월 23일 ~ 1997년 5월 1일 (수목드라마)

#### 1997년
- 《내가 사는 이유》 : 1997년 5월 7일 ~ 10월 9일 (수목드라마)
- 《영웅신화》 : 1997년 10월 15일 ~ 1998년 1월 22일 (수목드라마)

#### 1998년
- 《육남매》 : 1998년 2월 4일 ~ 4월 9일 (전체 방송 기간 : 1998년 2월 4일~ 1999년 12월 17일)
- 《대왕의 길》 : 1998년 4월 15일 ~ 8월 13일 (수목드라마)
- 《적과의 동거》 : 1998년 8월 19일 ~ 9월 10일
- 《수줍은 연인》 : 1998년 9월 16일 ~ 11월 19일 (수목드라마)
- 《해바라기》 : 1998년 11월 25일 ~ 1999년 1월 21일 (특별기획 메디컬 드라마)

#### 1999년
- 《우리가 정말 사랑했을까》 : 1999년 1월 27일 ~ 6월 25일 (수목드라마)
- 《눈물이 보일까봐》 : 1999년 7월 7일 ~ 8월 26일 (수목드라마)
- 《안녕 내 사랑》 : 1999년 9월 1일 ~ 10월 21일 (미니시리즈)
- 《햇빛속으로》 : 1999년 10월 27일 ~ 12월 23일 (미니시리즈)

### 2000년대

#### 2000년
- 《진실》 : 2000년 1월 5일 ~ 2월 24일 (미니시리즈)
- 《나쁜 친구들》 : 2000년 3월 1일 ~ 4월 20일 (미니시리즈)
- 《이브의 모든 것》 : 2000년 4월 26일 ~ 6월 29일 (미니시리즈)
- 《신 귀공자》 : 2000년 7월 12일 ~ 8월 31일 (미니시리즈)
- 《비밀》 : 2000년 9월 13일 ~  11월 8일 (미니시리즈)
- 《황금시대》 : 2000년 11월 29일 ~  2001년 2월 1일 (창사 39주년 기념 특별기획 드라마)

#### 2001년
- 《맛있는 청혼》 : 2001년 2월 7일 ~ 2001년 3월 29일 (미니시리즈)
- 《호텔리어》 : 2001년 4월 4일 ~ 2001년 6월 7일 (미니시리즈)
- 《네 자매 이야기》 : 2001년 6월 13일 ~ 2001년 8월 16일 (미니시리즈)
- 《반달곰 내 사랑》 : 2001년 8월 22일 ~ 2001년 10월 11일 (미니시리즈)
- 《가을에 만난 남자》 : 2001년 10월 17일 ~ 2001년 12월 20일 (미니시리즈)

#### 2002년
- 《그 햇살이 나에게》 : 2002년 1월 2일 ~ 2002년 2월 21일 (미니시리즈)
- 《선물》 : 2002년 2월 27일 ~ 2002년 4월 25일 (미니시리즈)
- 《로망스》 : 2002년 5월 8일 ~ 2002년 6월 27일 (미니시리즈)
- 《네 멋대로 해라》 : 2002년 7월 3일 ~ 2002년 9월 5일 (미니시리즈)
- 《리멤버》 : 2002년 9월 18일 ~ 2002년 10월 31일 (미니시리즈)
- 《삼총사》 : 2002년 11월 6일 ~ 2003년 1월 2일 (미니시리즈)

#### 2003년
- 《눈사람》 : 2003년 1월 8일 ~ 2003년 3월 6일 (수목 미니시리즈)
- 《위풍당당 그녀》 : 2003년 3월 12일 ~ 2003년 5월 8일 (수목 미니시리즈)
- 《남자의 향기》 : 2003년 5월 14일 ~ 2003년 7월 10일 (수목 미니시리즈)
- 《앞집 여자》 : 2003년 7월 16일 ~ 2003년 8월 21일 (수목 미니시리즈)
- 《좋은사람》 : 2003년 8월 27일 ~ 2003년 10월 16일
- 《나는 달린다》 : 2003년 10월 22일 ~ 2003년 12월 11일

#### 2004년
- 《천생연분》 : 2004년 1월 1일 ~ 2월 19일 (수목 미니시리즈)
- 《사랑한다 말해줘》 : 2004년 2월 25일 ~ 4월 14일 (수목 미니시리즈)
- 《결혼하고 싶은 여자》 : 2004년 4월 21일 ~ 6월 17일 (수목 미니시리즈)
- 《황태자의 첫사랑》 : 2004년 6월 23일 ~ 8월 26일 (수목 미니시리즈)
- 《아일랜드》 : 2004년 9월 1일 ~ 10월 21일 (수목 미니시리즈)
- 《12월의 열대야》 : 2004년 10월 27일 ~ 12월 23일 (수목 미니시리즈)

#### 2005년
- 《슬픈 연가》 : 2005년 1월 5일 ~ 3월 17일 (수목 미니시리즈)
- 《신입사원》 : 2005년 3월 23일 ~ 5월 26일 (수목 미니시리즈)
- 《내 이름은 김삼순》 : 2005년 6월 1일 ~ 7월 21일 (수목 미니시리즈)
- 《이별에 대처하는 우리의 자세》 : 2005년 7월 27일 ~ 9월 15일 (수목 미니시리즈)
- 《가을 소나기》 : 2005년 9월 21일 ~ 11월 10일 (수목 미니시리즈)
- 《영재의 전성시대》 : 2005년 11월 16일 ~ 2006년 1월 5일 (수목 미니시리즈 {HD 방송 시작})

#### 2006년
- 《궁》 : 2006년 1월 11일 ~ 3월 30일 (수목 미니시리즈)
- 《Dr.깽》 : 2006년 4월 5일 ~ 5월 25일 (수목 미니시리즈)
- 《어느 멋진 날》 : 2006년 5월 31일 ~ 7월 20일 (수목 미니시리즈)
- 《오버 더 레인보우》 : 2006년 7월 26일 ~ 9월 14일 (수목 미니시리즈)
- 《여우야 뭐하니》 : 2006년 9월 20일 ~ 11월 9일 (수목 미니시리즈)
- 《90일, 사랑할 시간》 : 2006년 11월 15일 ~ 2007년 1월 4일 (수목 미니시리즈)

#### 2007년
- 《궁S》 : 2007년 1월 10일 ~ 3월 15일 (수목 미니시리즈)
- 《고맙습니다》 : 2007년 3월 21일 ~ 5월 10일 (수목 미니시리즈)
- 《메리대구 공방전》 : 2007년 5월 16일 ~ 7월 5일 (수목 미니시리즈)
- 《개와 늑대의 시간》 :  2007년 7월 18일 ~ 9월 6일 (수목 미니시리즈)
- 《태왕사신기》 : 2007년 9월 11일 ~ 12월 5일 (특별기획 드라마)
- 《뉴하트》 : 2007년 12월 12일 ~ 2008년 2월 28일 (수목 미니시리즈)

#### 2008년
- 《누구세요?》 : 2008년 3월 5일 ~ 5월 1일 (수목 미니시리즈)
- 《스포트라이트》 : 2008년 5월 14일 ~ 7월 3일 (수목 미니시리즈)
- 《대한민국 변호사》 : 2008년 7월 9일 ~ 9월 4일 (수목 미니시리즈)
- 《베토벤 바이러스》 : 2008년 9월 10일 ~ 11월 12일 (수목 미니시리즈)
- 《종합병원 2》 : 2008년 11월 19일 ~ 2009년 1월 15일

#### 2009년
- 《돌아온 일지매》 : 2009년 1월 21일 ~ 4월 9일 (수목 미니시리즈)
- 《신데렐라 맨》 : 2009년 4월 15일 ~ 6월 4일 (수목 미니시리즈)
- 《트리플》 : 2009년 6월 10일 ~  7월 30일 (수목 미니시리즈)
- 《혼》 : 2009년 8월 5일 ~ 9월 3일 (납량특집 미니시리즈)
- 《맨땅에 헤딩》 : 2009년 9월 9일 ~ 11월 4일 (수목 미니시리즈)
- 《히어로》 : 2009년 11월 18일 ~ 2010년 1월 14일 (수목 미니시리즈)

### 2010년대

#### 2010년
- 《아직도 결혼하고 싶은 여자》 : 2010년 1월 20일 ~ 3월 11일 (수목 미니시리즈)
- 《개인의 취향》 : 2010년 3월 31일 ~ 5월 20일 (수목 미니시리즈)
- 《로드 넘버원》 : 2010년 6월 23일 ~ 8월 26일 (특별기획)
- 《장난스런 키스》 : 2010년 9월 1일 ~ 10월 21일 (수목 미니시리즈)
- 《즐거운 나의 집》 : 2010년 10월 27일 ~ 12월 23일 (수목 미니시리즈)

#### 2011년
- 《마이 프린세스》 : 2011년 1월 5일 ~  2월 24일 (수목 미니시리즈)
- 《로열 패밀리》 : 2011년 3월 2일 ~ 4월 28일 (수목 미니시리즈)
- 《최고의 사랑》 : 2011년 5월 4일 ~ 6월 23일 (수목 미니시리즈)
- 《넌 내게 반했어》 : 2011년 6월 29일 ~ 8월 18일 (수목 미니시리즈)
- 《지고는 못살아》 : 2011년 8월 24일 ~ 10월 20일 (수목 미니시리즈)
- 《나도, 꽃!》 : 2011년 11월 9일 ~ 12월 28일 (수목 미니시리즈)

#### 2012년
- 《해를 품은 달》 : 2012년 1월 4일 ~ 3월 15일 (수목 미니시리즈)
- 《더킹2Hearts》 : 2012년 3월 21일 ~ 5월 24일 (수목 미니시리즈)
- 《아이두 아이두》 : 2012년 5월 30일 ~ 7월 19일 (수목 미니시리즈)
- 《아랑사또전》 : 2012년 8월 15일 ~ 2012년 10월 18일 (수목 미니시리즈)
- 《못난이 송편》 : 2012년 10월 24일 ~ 10월 25일 (기획특집 드라마)
- 《보고 싶다》 : 2012년 11월 7일 ~ 2013년 1월 17일 (수목 미니시리즈)

#### 2013년
- 《7급 공무원》 : 2013년 1월 23일 ~ 3월 28일 (수목 미니시리즈)
- 《남자가 사랑할 때》 : 2013년 4월 3일 ~ 6월 6일 (수목 미니시리즈)
- 《여왕의 교실》 : 2013년 6월 12일 ~ 8월 1일 (수목 미니시리즈)
- 《투윅스》 : 2013년 8월 7일 ~ 9월 26일 (수목 미니시리즈)
- 《메디컬 탑팀》 : 2013년 10월 9일 ~ 12월 12일 (수목 미니시리즈)
- 《미스코리아》 : 2013년 12월 18일 ~ 2014년 2월 26일 (수목 미니시리즈)

#### 2014년
- 《앙큼한 돌싱녀》 : 2014년 2월 27일 ~ 4월 24일 (수목 미니시리즈)
- 《개과천선》 : 2014년 4월 30일 ~ 6월 26일 (수목 미니시리즈)
- 《운명처럼 널 사랑해》 : 2014년 7월 2일 ~ 9월 4일 (수목 미니시리즈)
- 《내 생애 봄날》 : 2014년 9월 10일 ~ 10월 30일 (수목 미니시리즈)
- 《미스터 백》 : 2014년 11월 5일 ~ 12월 25일 (수목 미니시리즈)

#### 2015년
- 《킬미힐미》 : 2015년 1월 7일 ~ 3월 12일 (수목 미니시리즈)
- 《앵그리맘》 : 2015년 3월 18일 ~ 5월 7일 (수목 미니시리즈)
- 《맨도롱 또똣》 : 2015년 5월 13일 ~ 7월 2일 (수목 미니시리즈)
- 《밤을 걷는 선비》 : 2015년 7월 8일 ~ 9월 10일 (수목 미니시리즈)
- 《그녀는 예뻤다》 : 2015년 9월 16일 ~ 11월 11일 (수목 미니시리즈)
- 《달콤살벌 패밀리》 : 2015년 11월 18일 ~ 2016년 1월 14일 (수목 미니시리즈)

#### 2016년
- 《한 번 더 해피 엔딩》 : 2016년 1월 20일 ~ 3월 10일 (수목 미니시리즈)
- 《굿바이 미스터 블랙》 : 2016년 3월 16일 ~ 5월 19일 (수목 미니시리즈)
- 《운빨로맨스》 : 2016년 5월 25일 ~ 7월 14일 (수목 미니시리즈)
- 《W》 : 2016년 7월 20일 ~ 9월 14일 (수목 미니시리즈)
- 《쇼핑왕 루이》 : 2016년 9월 21일 ~ 11월 10일 (수목 미니시리즈)
- 《역도요정 김복주》 : 2016년 11월 16일 ~ 2017년 1월 11일 (수목 미니시리즈)

#### 2017년
- 《미씽나인》 : 2017년 1월 18일 ~ 3월 9일 (수목 미니시리즈)
- 《자체발광 오피스》 : 2017년 3월 15일 ~ 5월 4일 (수목 미니시리즈 {본 작품까지 1회 편성})
- 《군주 - 가면의 주인》 : 2017년 5월 10일 ~ 7월 13일 (수목 미니시리즈 {본 작품부터 1회당 30분 2회 분할 편성})
- 《죽어야 사는 남자》 : 2017년 7월 19일 ~ 8월 24일 (수목 미니시리즈)
- 《병원선》 : 2017년 8월 30일 ~ 11월 2일 (수목 미니시리즈)
- 《로봇이 아니야》 : 2017년 12월 6일 ~ 1월 25일 (수목 미니시리즈)

#### 2018년
- 《손 꼭 잡고, 지는 석양을 바라보자》 : 2018년 3월 21일 ~ 5월 10일 (수목 미니시리즈)
- 《이리와 안아줘》 : 2018년 5월 16일 ~ 7월 19일 (수목 미니시리즈)
- 《시간》 : 2018년 7월 25일 ~ 9월 20일 (수목 미니시리즈)
- 《내 뒤에 테리우스》 : 2018년 9월 27일 ~ 11월 15일 (수목 미니시리즈)
- 《붉은 달 푸른 해》 : 2018년 11월 21일 ~ 2019년 1월 16일 (수목 미니시리즈)

#### 2019년
- 《봄이 오나 봄》 : 2019년 1월 23일 ~ 3월 21일 (수목 미니시리즈)
- 《더 뱅커》 : 2019년 3월 27일 ~ 5월 16일 (수목 미니시리즈)
- 《봄밤》 : 2019년 5월 22일 ~ 7월 11일 (수목 미니시리즈)
- 《신입사관 구해령》 : 2019년 7월 17일 ~ 9월 26일 (수목 미니시리즈)
- 《어쩌다 발견한 하루》 : 2019년 10월 2일 ~ 11월 21일 (수목 미니시리즈)
- 《하자있는 인간들》 : 2019년 11월 27일 ~ 2020년 1월 16일 (수목 미니시리즈)

### 2020년대

#### 2020년
- 《더 게임: 0시를 향하여》 : 2020년 1월 22일 ~ 3월 12일 (수목 미니시리즈)
- 《그 남자의 기억법》 : 2020년 3월 18일 ~ 5월 13일 (수목 미니시리즈)
- 《꼰대인턴》 : 2020년 5월 20일 ~ 7월 1일 (수목 미니시리즈 {이 작품까지 1회당 30분 2회 분할 편성})
- 《미쓰리는 알고 있다》 : 2020년 7월 8일 ~ 7월 16일 (수목드라마 {본 작품부터 1회당 1부 40분, 2부 30분 분할 편성})
- 《십시일반》 : 2020년 7월 22일 ~ 8월 13일 (미니시리즈)
- 《내가 가장 예뻤을 때》 : 2020년 8월 19일 ~ 10월 15일 (수목 미니시리즈)
- 《나를 사랑한 스파이》  : 2020년 10월 21일 ~ 12월 17일 (수목 미니시리즈)

#### 2021년
- 《오! 주인님》 : 2021년 3월 24일 ~ 5월 13일 (수목 미니시리즈)
- 《목표가 생겼다》: 2021년 5월 19일 ~ 5월 27일 (수목드라마)
- 《미치지 않고서야》 : 2021년 6월 23일 ~ 8월 26일 (수목 미니시리즈)

#### 2022년
- 《일당백집사》 : 2022년 10월 19일 ~ 12월 22일

## 경쟁 프로그램
- KBS 2TV 수목 드라마
- SBS 수목 드라마
- TV조선 수목 드라마
- JTBC 수목 드라마
- 채널A 수목 드라마
- MBN 수목 드라마
- tvN 수목 드라마
- ENA 수목 드라마